# TANS Perú
TANS Perú (Transportes Aéreos Nacionales de la Selva) era una aerolínea con base en la ciudad peruana de Lima. Operaba vuelos comerciales nacionales regulares. Su base principal era el Aeropuerto Internacional Jorge Chávez ubicado en la Provincia Constitucional del Callao. 
El 7 de enero del 2006 la licencia de la aerolínea fue suspendida por el gobierno peruano.

## Historia
La aerolínea inició sus operaciones en 1963. Originalmente era parte de la Fuerza Aérea del Perú. Obtuvo su certificación por parte del Ministerio de Transportes y Comunicaciones del Perú en octubre de 1999 y dejó sus actividades militares para dedicarse a las civiles en noviembre de ese año. Pertenecía enteramente al Estado Peruano, fue además, después de Nuevo Continente (antiguamente Aero Continente), la aerolínea que cubría buena parte del territorio nacional, pero debido a dos fatales accidentes, su destino era desaparecer del mercado. Posteriormente serían Star Perú y Aero Cóndor las que empiezan a cambiar el rumbo de la aviación comercial peruana.

## Incidentes y accidentes
- El 9 de enero de 2003, el vuelo 222 de TANS Perú, con registro OB-1396, se estrelló en el Cerro Coloque, en las proximidades de Chachapoyas, poco después de haber despegado de Chiclayo. El análisis del grabador de voces en cabina (CVR) reveló que la tripulación mostró un exceso de confianza y no siguió los procedimientos establecidos. La lista de verificación correspondiente al aterrizaje no fue ejecutada, y la comunicación entre los miembros de la tripulación fue notoriamente deficiente. Como resultado de la investigación, se determinó que la causa del accidente fue un caso de vuelo controlado contra el terreno, es decir, el impacto de una aeronave en condiciones operativas normales, pero sin que la tripulación fuera consciente de la inminencia del peligro hasta que ya era demasiado tarde.
- El 23 de agosto de 2005, dos años después del accidente anterior, el vuelo 204 de TANS Perú se estrelló en las inmediaciones de la ciudad de Pucallpa. Sin embargo, el inicio de las investigaciones se vio entorpecido por la intervención de habitantes locales, quienes acudieron al lugar del siniestro y sustrajeron diversos objetos, presumiblemente con la intención de venderlos como chatarra. Entre los elementos sustraídos se encontraba la caja negra, cuya recuperación se logró una semana después. Tras 312 días de análisis e indagaciones, se concluyó oficialmente que la causa del accidente fue un error del piloto, al no seguir los procedimientos estándar en condiciones meteorológicas adversas. En un momento crítico, el piloto tomó el control de la aeronave sin que el copiloto supervisara de inmediato los instrumentos; como consecuencia, la tripulación no advirtió a tiempo el rápido descenso del avión, perdiéndose así los escasos segundos en los que aún habría sido posible evitar el desenlace fatal.

## Servicios
TANS Perú ofrecía servicios a los siguientes destinos nacionales:
| País | Destinos         | Aeropuertos                                                    |
| ---- | ---------------- | -------------------------------------------------------------- |
| Perú | Arequipa         | Aeropuerto Internacional Rodríguez Ballón                      |
| Perú | Chachapoyas      | Aeropuerto de Chachapoyas                                      |
| Perú | Chiclayo         | Aeropuerto Internacional Capitán FAP José A. Quiñones          |
| Perú | Cuzco            | Aeropuerto Internacional Alejandro Velasco Astete              |
| Perú | Iquitos          | Aeropuerto Internacional Coronel FAP Francisco Secada Vignetta |
| Perú | Juanjuí          | Aeropuerto de Juanjuí                                          |
| Perú | Lima             | Aeropuerto Internacional Jorge Chávez (HUB)                    |
| Perú | Piura            | Aeropuerto Internacional Capitán FAP Guillermo Concha Iberico  |
| Perú | Pucallpa         | Aeropuerto Internacional Capitán FAP David Abensur Rengifo     |
| Perú | Puerto Maldonado | Aeropuerto Internacional de Puerto Maldonado                   |
| Perú | Tacna            | Aeropuerto Internacional Coronel FAP Carlos Ciriani Santa Rosa |
| Perú | Tarapoto         | Aeropuerto Cadete FAP Guillermo del Castillo Paredes           |
| Perú | Tumbes           | Aeropuerto Capitán FAP Pedro Canga Rodríguez                   |

## Flota histórica

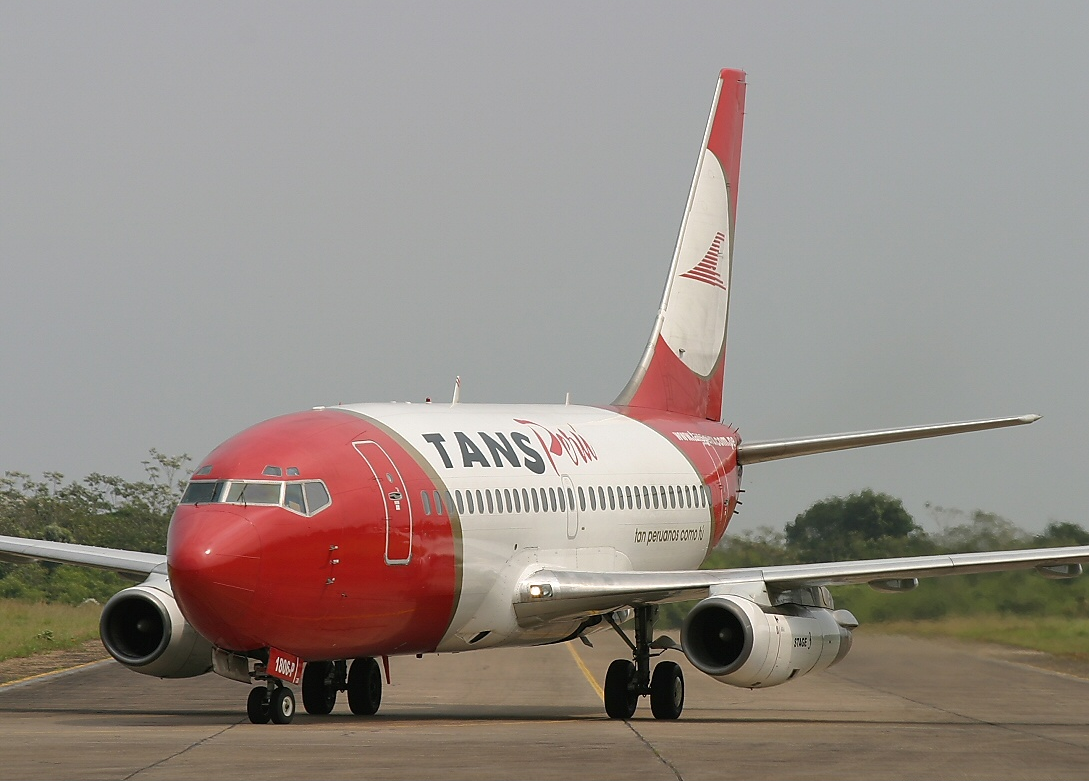
TANS Perú Boeing 737-200

| Aeronaves                            | Total | Introducido | Retirado | Matrículas |
| ------------------------------------ | ----- | ----------- | -------- | --- |
| Boeing 727-100                       | 1     | 1997        | 1998     | OB-1692 |
| Boeing 737-200                       | 9     | 2000        | 2006     | OB-1718, OB-1713, OB-1806-P, OB-1719, OB-1781-P, OB-1809-P (este siendo el del accidente del vuelo 204 de TANS Perú), OB-1806-P, OB-1808 y OB-1724 |
| De Havilland Canadá DHC-6 Twin Otter | 6     | 1976        | 2006     | OB-1154, OB-1160 (rrg. OB-R1160), OB-R1161, OB-1157, OB-1159 y OB-1336                                                                             |
| Fokker F28 Fellowship                | 1     | 1999        | 2003     | OB-1396 |
| Harbin Y-12                          | 9     | 1992        | 2006     | OB-1498, OB-1499, OB-1500, OB-1501, OB-1502, OB-1503, OB-1621, OB-1622 y OB-1623                                                                   |
| Pilatus PC-6 Porter                  | 1     | 1974        | 2006     | OB-1165 |